# Plecotus teneriffae
Oreillard de Tenerife
Espèce
Statut de conservation UICN

CRB2ab(ii,iii,v) : 
En danger critique
L'Oreillard de Tenerife (Plecotus teneriffae) est une espèce de chauve-souris de la famille des Vespertilionidae.

## Distribution

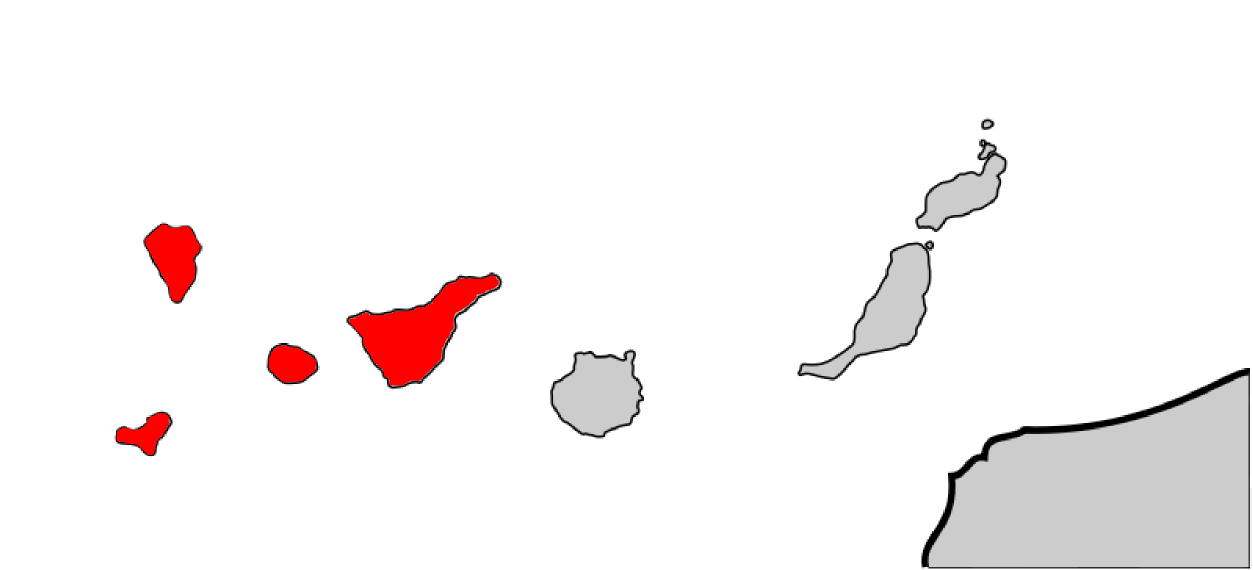
Distribution

Cette espèce est endémique des îles Canaries en Espagne.
Elle se rencontre à Tenerife, à La Palma et à El Hierro, sa présence est incertaine à La Gomera.

## Publication originale
- Barrett-Hamilton, 1907 : Descriptions of two new species of Plecotus. Annals And Magazine of Natural History, ser. 7, vol. 20, p. 520-521 (texte intégral).